# Рег. Кашо-Молино (Савона)
Рег. Кашо-Молино је насеље у Италији у округу Савона, региону Лигурија.
Према процени из 2011. у насељу је живело 7 становника. Насеље се налази на надморској висини од 22 м.